# Haus (Astrologie)
Das Haus (altgriechisch τόπος topos, deutsch ‚Ort‘, Plural topoi, lateinisch locus, Plural loci, oder auch domus, englisch place) ist in der Astrologie ein Element des Horoskops, ein Abschnitt auf dem Tierkreis, dem bestimmte Eigenschaften zugeschrieben werden. In der wissenschaftlichen Literatur wird für das Haus, um eine Verwechslung mit dem domus oder „Haus“ eines Planeten als Zeichenherrscher zu vermeiden, stattdessen meist topos, locus, Ort oder Feld verwendet.
Die seit der Antike gebräuchliche Einteilung des Horoskops und somit des Tierkreises in 12 Häuser wird als Dodekatopos (griechisch für „12 Orte“) bezeichnet. Eine andere, nicht mehr verwendete Einteilung in 8 Teile wird entsprechen Oktotopos genannt.
Als Hausspitze wird meist der Anfang (in Richtung zunehmender ekliptikaler Länge, im Horoskop also gegen den Uhrzeigersinn), manchmal auch dessen Mitte bezeichnet. Für die Einteilung gibt es unterschiedliche Verfahren, die als Häusersysteme bezeichnet werden.
Bei sämtlichen Häusersystemen liegen die Spitzen entsprechender Häuser einander genau gegenüber, können also im Horoskop durch eine gerade Linie durch das Zentrum des Horoskopkreises verbunden werden. Bei den meisten heute verwendeten Systemen stimmt die Spitze des 1. Hauses mit dem Aszendenten überein, die Spitze des entsprechenden, gegenüberliegenden 7. Hauses mit dem Deszendenten.
Weiterhin stimmt bei den gebräuchlichen Systemen die Spitze des 4. Hauses mit dem Imum coeli (IC) und die gegenüberliegende Spitze des 10. Hauses mit dem Medium coeli (MC) überein. Daraus ergibt sich, dass die Bereiche der Häuser im Horoskop bei solchen Systemen ungleich groß (inäqual) sind.

## Äquale Systeme
Abweichend davon gibt es sogenannte äquale Systeme, bei denen alle Häuser des Horoskops gleich groß, also jeweils 30° groß sind. Eine solche Häuseraufteilung ist durch die Festlegung des Anfangspunktes schon völlig bestimmt. Dieser Anfangspunkt kann zum Beispiel der Aszendent sein. Wenn man den Beginn des Tierkreiszeichens, in dem sich der Aszendent befindet, als Anfangspunkt wählt, so ergibt sich das sogenannte System der Ganzen Zeichen, bei dem die Häuser und Tierkreiszeichen übereinstimmen. Wenn zum Beispiel der Aszendent sich im Löwen befindet, so ist das Zeichen des Löwen das 1. Haus, die Jungfrau das 2. Haus usw.
Die äqualen Systeme gelten als die ältesten Häusersysteme. Bekannt sind das äquale System im engeren Sinn, der Modus Equalis, sowie das Ganzzeichen-Häusersystem.

## Inäquale Systeme
Die Häuseraufteilung der inäqualen Systeme mit Medium coeli als Spitze des 10. Hauses vermittelt einen Eindruck von der Position der Gestirne zum Zeitpunkt und am Ort des Horoskops. So entsprechen die Häuser 1 bis 3 dem Teil der Ekliptik, der unter dem Osthorizont liegt, wenn sich also zum Beispiel die Sonne im 1. Haus eines Geburtshoroskops befindet, so erfolgte die Geburt (auf der Nordhalbkugel) am frühen Morgen vor Sonnenaufgang.
Die folgende Tabelle zeigt die ungefähren räumlichen und zeitlichen Zuordnungen für Beobachter auf der Nordhalbkugel.
| Haus | Richtung                         | Zeit                               | Stunden       |
| ---- | -------------------------------- | ---------------------------------- | ------------- |
| 1    | unter dem Osthorizont            | vor Aufgang                        | 4 bis 6 Uhr   |
| 2    | unter dem Horizont im Nordosten  | zwischen Tiefststand und Aufgang   | 2 bis 4 Uhr   |
| 3    | tief unter dem Nordosthorizont   | nach Tiefststand                   | 0 bis 2 Uhr   |
| 4    | tief unter dem Nordwesthorizont  | vor Tiefststand                    | 22 bis 24 Uhr |
| 5    | unter dem Horizont im Nordwesten | zwischen Untergang und Tiefststand | 20 bis 22 Uhr |
| 6    | unter dem Westhorizont           | nach Untergang                     | 18 bis 20 Uhr |
| 7    | über dem Westhorizont            | vor Untergang                      | 16 bis 18 Uhr |
| 8    | über dem Horizont im Südwesten   | zwischen Höchststand und Untergang | 14 bis 16 Uhr |
| 9    | hoch über dem Südwesthorizont    | nach Höchststand                   | 12 bis 14 Uhr |
| 10   | hoch über dem Südosthorizont     | vor Höchststand                    | 10 bis 12 Uhr |
| 11   | über dem Horizont im Südosten    | zwischen Aufgang und Höchststand   | 8 bis 10 Uhr  |
| 12   | über dem Osthorizont             | nach Aufgang                       | 6 bis 8 Uhr   |

Für solche inäqualen Häusersysteme mit MC an der Spitze des 10. Hauses sind die übrigen Häuserspitzen, nämlich die des 2., 3., 11. und 12. Hauses, nicht festgelegt. Aus den beiden Spalten „Richtung“ und „Zeit“ der obenstehenden Tabelle ergeben sich zwei naheliegende Ansätze für die weitere Häuseraufteilung, nämlich ein sich zeitlich orientierender und ein sich an den Himmelsrichtung orientierender Ansatz.
Im ersten Fall, dem zeitlichen Ansatz, erfolgt die Aufteilung entsprechend der täglichen Rotation der Erde. Hierher gehört das Placidus-Häusersystem, das heute am weitesten verbreitet ist. Im anderen Fall, dem räumlichen Ansatz, erfolgt die Häuserteilung entsprechend einer Aufteilung der Himmelskugel in 12 gleich große Kugelzweiecke. Die Häuserspitzen sind dann die Schnittpunkte der die Kugelzweiecke begrenzenden Großkreise mit der Ekliptik.
Reine Zeitsysteme versagen jenseits der Polarkreise, da sie voraussetzen, dass jeder Punkt der Ekliptik im Lauf eines Sterntages einmal auf- und einmal untergeht. Das ist zum Beispiel im nördlichen Polarsommer nicht der Fall. Dort bleibt die Sonne den ganzen Tag über oberhalb des Horizonts, die Position der Sonne in der Ekliptik erscheint also weder als Aszendent noch als Deszendent. Schnittpunkte von Ekliptik und Horizontlinie gibt es dennoch, nur bewegen diese sich in der Nähe der Pole in einem kleinen Bereich um Frühlings- bzw. Herbstpunkt. Die Bereiche wiederum wandern im Lauf eines Sterntages einmal rund um den Horizont, was bewirkt, dass während des halben Tages das MC unterhalb der Linie ASC-DSC liegt. Auf dem Polarkreis dagegen steht im Lauf eines Sterntages der Pol der Ekliptik genau einmal im Zenit, das heißt, dass dann Horizontlinie und Ekliptik zusammenfallen und ASC bzw. DSC nicht mehr definiert sind.

## Häusersysteme
Die folgende Liste enthält einige verbreitete bzw. historische Häusersysteme in chronologischer Folge. Bei antiken Horoskopen von „Häusersystemen“ zu sprechen ist leicht anachronistisch, da es sich bei den unten beschriebenen Systemen um moderne Begriffsbildungen handelt und das einem konkreten antiken Horoskop zugrundeliegende Häusersystem oft nur indirekt erschlossen werden kann.
Äquales System
Auch Modus Equalis oder Äquale Manier genannt. Beginnend mit dem Aszendenten wird der Tierkreis in 12 gleiche Teile zu 30° geteilt. Das MC liegt dadurch in der Regel nicht auf der Spitze des 10. Hause.
Ganzzeichen-System
In diesem System stimmt jedes Haus mit einem Tierkreiszeichen überein. Das Tierkreiszeichen des Aszendenten ist dabei das 1. Haus, die weiteren Häuser werden reihum zugeordnet.
Porphyrios-System
Benannt nach Porphyrios, einem Astrologen und Philosophen des 3. Jahrhunderts. In diesem System wird jeder der vier Quadranten in jeweils drei gleiche Teile geteilt. Es ist eines der ältesten Häusersystem, wird aber heute kaum mehr verwendet.
Alcabitius-System
Antikes Häusersystem, erstmals beschrieben bei dem spätantiken Astrologen Rhetorios, benutzt von dem Astronomen und Mathematiker Albategnius († 929; daher auch Albategnius-System), später benannt nach Alcabitius, einem anderen arabischen Astrologen des 10. Jahrhunderts. Es beruht auf einer Drittelung des halben Tagbogens des Aszendenten, woraus man die Spitzen des 11. und 12. Hauses erhält. Die Spitzen des 2. und 3. Hauses gewinnt man durch eine Drittelung des halben Nachtbogens.
Haly-System
Benannt nach Haly Abenragel (auch Albohazen genannt, daher manchmal Albohazen-System), einem arabischen Astronomen des 10./11. Jahrhunderts. Basiert auf dem Albategnius-System.
Horizont-System
Wird Abraham ibn Esra zugeschrieben, einem spanischen Astrologen des 12. Jahrhunderts.
Campanus-System
Von dem Mathematiker und Astrologen Campanus von Novara (1233–1296) entwickeltes System.
Regiomontanus-System
Von dem deutschen Mathematiker und Astrologen Regiomontanus (1436–1476) entwickeltes System., auch bekannt als Modus Rationalis.
Morinus-System
Entwickelt von Jean-Baptiste Morin (1583–1656).
Placidus-System
Nach Placido Titi (1603–1668) benanntes, zeitlich orientiertes Häusersystem. Das Verfahren ähnelt dem Alcabitius-System, insofern es auch Drittel des halben Tag- bzw. Nachtbogens betrachtet, allerdings nicht für den Aszendenten. Die Spitze des 12. Hauses ist vielmehr der Punkt der Ekliptik, der zum Zeitpunkt des Horoskops ein Drittel des halbe Tagbogens zurückgelegt hat, die Spitze des 11. Hauses der Punkt, der zwei Drittel zurückgelegt hat. Analog für das 2. und 3. Haus mit entsprechenden Dritteln des halben Nachtbogens.
Meridian-System
Entwickelt von dem australischen Astrologen Agar Zariel (eigentlich David Cope, 1849–1934), basierend auf dem Morinus-System. Auch bekannt als Zariel-Häusersystem oder Äquator-Häusersystem.
Koch-System
Von Walter Koch (1895–1970) propagiertes Häusersystem, auch bekannt als Geburtsort-Häusersystem (GOH-System).
Topozentrisches System
Von Wendel Polich und Anthony Nelson Page in den 1960er Jahren entwickelte Variante des Placidus-Systems, auch bekannt als Polich-Page-Häusersystem.

## Häusertabellen
Vor dem verbreiteten Einsatz astrologischer Software wurden vorberechnete Häuserspitzen für ein bestimmtes System in sogenannten Häusertabellen publiziert. Die Tabellen enthielten für gegebene Sternzeit und geographische Breite die Häuserspitzen, zum Beispiel die des 1. (Aszendent), 2., 3., 11. und 12. Hauses, woraus sich zusammen mit dem nur von der Sternzeit abhängenden Medium coeli (Spitze des 10. Hauses) die restlichen Häuserspitzen ergeben.

## Einteilung der Häuser

Häuserdiagramm mit lateinischen Namen.

Schon Vettius Valens beschreibt eine Einteilung der Häuser in drei unterschiedliche Qualitäten, die der noch heute gebräuchlichen Einteilung in kardinale, fixe und fallende Häuser entspricht.
Dieser Einteilung nach gehört das jeweils erste, zweite bzw. dritte Drittel in einem Quadranten zu einer der drei Qualitäten.
Valens schreibt dabei den kardinalen Häusern eine kräftige und wohltuende Wirkung des jeweiligen Gestirns, in den fixen Häusern eine mittelmäßige bzw. neutrale und in den fallenden Häusern eine schwache bzw. schädliche Wirkung zu.
Die heute praktizierte Einteilung der Häuser läuft darauf hinaus, dass die drei Qualitäten in jedem Quadranten regelmäßig aufeinander folgen. Bei Firmicus Maternus jedoch orientiert sich die Qualität daran, welchen Aspekt die Häuserspitzen (in einem äqualen System) zum Aszendenten haben. Dabei haben die kardinalen Häuser starke Aspekte, also Konjunktion (0°), Opposition (180°) oder Quadrat (90°). Die fixen Häuser sind diejenigen mit weniger starken Aspekten, also Trigon (120°) oder Sextil (60°). Die übrigen Häuser mit Winkeln der Häuserspitze zum Aszendenten von 30° oder 150° sind dann die fallenden Häuser, welche Firmicus Maternus als „faul“ oder „verworfen“ bezeichnet.

Quadratisches Häuserdiagram mit lateinischen Mottos.

Die Qualitäten bei Firmicus Maternus stimmen eher mit den überlieferten lateinischen und griechischen Namen der Häuser überein, als die Qualitäten entsprechend der heutigen Praxis.
Die folgende Tabelle gibt eine Übersicht der überlieferten Namen sowie der Mottos für die Häuser, die einem schon von Firmicus Maternus überlieferten Merkvers entsprechen:
vita, spes, Dea vel fratres, parentes, filii, valitudo, coniunx, mors, Deus, medium caelum, Bonus daemon, Malus daemon
Die beiden letzten Spalten zeigen die Qualitäten nach heutiger Praxis und bei Maternus:
| Haus     | lat. Name     | Motto (Übersetzung)                                | gr. Name (Umschrift) | gr. Name      | Qualität | Qualität (Maternus) |
| -------- | ------------- | -------------------------------------------------- | -------------------- | ------------- | -------- | ------------------- |
| 1. Haus  | Horoscopus    | Vita (Leben)                                       | Anatole              | Ἀνατολή       | kardinal | kardinal            |
| 2. Haus  | Porta inferna | Spes / Lucrum (Hoffnung / Gewinn)                  | Anafora              | Ἀναφορά       | fix      | fallend             |
| 3. Haus  | Dea           | Fratres (Brüder)                                   | Thea                 | Θεά           | fallend  | fix                 |
| 4. Haus  | Imum coeli    | Parentes / Genitor (Eltern)                        | Hypogeion            | Ὑπόγειον      | kardinal | kardinal            |
| 5. Haus  | Fortuna bona  | Filii / Nati (Kinder)                              | Agathe Tyche         | Ἀγαθὴ Τύχη    | fix      | fix                 |
| 6. Haus  | Fortuna mala  | Valetudo (Gesundheit)                              | Kake Tyche           | Κακη Τύξη     | fallend  | fallend             |
| 7. Haus  | Occasus       | Coniunx / Uxor (Gemahl)                            | Dysis                | Δύσις         | kardinal | kardinal            |
| 8. Haus  | Porta superna | Mors (Tod)                                         | Epikatafora          | Ἐπικαταφορά   | fix      | fallend             |
| 9. Haus  | Deus (Sol)    | Pietas (Frömmigkeit)                               | Theos                | Θεός          | fallend  | fix                 |
| 10. Haus | Medium coeli  | Regnum (Herrschaft)                                | Mesouranema          | Μεσουράνημα   | kardinal | kardinal            |
| 11. Haus | Genius bonus  | Genius bonus / Benefacta (guter Geist / Wohltäter) | Agathos Daimon       | Ἀγαθός Δαίμων | fix      | fix                 |
| 12. Haus | Genius malus  | Genius malus / Carcer (böser Geist / Gefängnis)    | Kakos Daimon         | Κακός Δαίμων  | fallend  | fallend             |

Unterschiede ergeben sich
- beim 2. Haus, der Porta inferna („Höllentor“, fallend bei Firmicus Maternus, fix heute),
- beim 3. Haus, Dea („Göttin“, fix bei Firmicus Maternus, fallend heute),
- beim 8. Haus, der Porta superna („Himmelstor“, fallend bei Firmicus Maternus, fix heute),
- beim 9. Haus, Deus („Gott“, fix bei Firmicus Maternus, fallend heute).

### Kardinale Häuser
Die kardinalen Häuser sind das 1., 4., 7. und 10. Haus. Die kardinalen Häuser werden auch Eckhäuser oder Eckfelder genannt.
Die griechische Bezeichnung für die Kardinalpunkte und damit auch für die kardinalen Häuser ist κέντρον, was so viel wie „Spitze“ oder „Stachel“ bedeutet.

### Fixe Häuser
Die fixen Häuser das 2., 5., 8. und 11. Haus. Die fixen Häuser werden auch Mittelhäuser, Mittelfelder (da sie in der Mitte des jeweiligen Quadranten liegen) oder nachfolgende Felder genannt.
Bei Firmicus Maternus sind die dort als nachfolgende Orte bezeichneten Häuser das 3., 5., 9. und 11. Haus.

### Fallende Häuser
Die fallenden Häuser das 3., 6., 9. und 12. Haus. Die fallenden Häuser werden auch Endhäuser, Endfelder (da sie am Ende des jeweiligen Quadranten liegen) oder fallende Felder genannt.
Bei Firmicus Maternus sind die dort als faule oder verworfene Orte bezeichneten Häuser das 2., 6., 8. und 12. Haus.

## Zuordnungen und Deutungen
Darüber hinaus es Zuordnungen zwischen den Häusern und den Tierkreiszeichen, und zwar einfach in entsprechender Reihenfolge, das heißt, dem 1. Haus entspricht der Widder als erstes Tierkreiszeichen, dem 2. Haus der Stier als zweites Tierkreiszeichen usw. im Jahreslauf.
Weiter gibt es traditionell Entsprechungen zwischen Tierkreiszeichen und Planeten, die dann als Herrscher des betreffenden Zeichens angesprochen werden. Diese Entsprechung wird transitiv auf die Häuser übertragen. So ist Mars Zeichenherrscher im Widder. Da der Widder dem 1. Haus entspricht, ist Mars der Häuserherrscher im 1. Haus.
Schließlich gibt es noch bestimmte Zeichen (genauer Gradpositionen in den Zeichen), in denen ein Planet erhöht ist (Exaltation) bzw. erniedrigt (Depression). Diese Eigenschaft kann dann wiederum auf das dem Zeichen entsprechende Haus übertragen werden. So ist laut Ptolemäus die Sonne in 19° Widder erhöht, Widder entspricht dem 1. Haus, also gilt die Sonne als im 1. Haus erhöht.
Diese Zuordnungen in Verbindung mit symbolischen Analogien und Entsprechungen, die sich etwa aus Gleichsetzungen des in den Häusern sich abbildenden Tageslaufs mit Jahreslauf oder mit Lebenslauf ergeben, bietet eine Basis für vielfältige Deutungen, die in den einschlägigen astrologischen Einführungswerken und der astrologischen Populärliteratur ausgeführt und ausformuliert werden. Dabei gibt es zwar durchaus Abweichungen, aber auch viele Gemeinsamkeiten, die auf Tradition bzw. Tradierung einerseits und andererseits auf der gemeinsamen Grundlage von Entsprechungen und Korrespondenzen beruhen.
Die folgende Tabelle zeigt die verschiedenen Zuordnungen:
| Haus     | Zeichen    | Herrscher | Exaltation |
| -------- | ---------- | --------- | ---------- |
| 1. Haus  | Widder     | Mars      | Sonne      |
| 2. Haus  | Stier      | Venus     | Mond       |
| 3. Haus  | Zwillinge  | Merkur    | —          |
| 4. Haus  | Krebs      | Mond      | Jupiter    |
| 5. Haus  | Löwe       | Sonne     | —          |
| 6. Haus  | Jungfrau   | Merkur    | Merkur     |
| 7. Haus  | Waage      | Venus     | Saturn     |
| 8. Haus  | Skorpion   | Mars      | —          |
| 9. Haus  | Schütze    | Jupiter   | —          |
| 10. Haus | Steinbock  | Saturn    | Mars       |
| 11. Haus | Wassermann | Saturn    | —          |
| 12. Haus | Fische     | Jupiter   | Venus      |